# Asilus hubbelli
Asilus hubbelli là một loài ruồi trong họ Asilidae. Asilus hubbelli được Bromley miêu tả năm 1950. Loài này phân bố ở vùng Tân Bắc giới.